# Chiesa di San Giuseppe (Piana di Valdagno)
La chiesa di San Giuseppe è la parrocchiale di Piana, frazione di Valdagno, in provincia e diocesi di Vicenza; fa parte del vicariato di Valdagno. 
L'edificio si trova nella piazza centrale del paese, rappresentandone così il più importante luogo di culto.

## La storia della Chiesa
La data di prima costruzione della chiesa di Piana viene fatta risalire al 1540-41. Nel verbale della visita pastorale del Vescovo di Vicenza Matteo Priuli, risalente al 1568, si deduce, infatti, come questa risalga a ventisette anni prima.
Si apprende anche che il primo sacerdote di Piana fu don Gian Maria Santolin da Altissimo, insediatosi nel 1570. Cinque anni più tardi, nel 1575, il vicario generale P. Campano acconsentì all'amministrazione di tutti i sacramenti all'interno della chiesa, nonché alla costruzione del cimitero a fianco alla stessa.
Tuttavia fu solo in occasione della visita del cardinale Valerio di Verona, nel 1584, che la chiesa venne consacrata e dedicata a San Giuseppe.
All'epoca misurava 21 m in lunghezza e 6,25 in larghezza, presentava tre altari, tuttora esistenti: il maggiore dedicato a San Giuseppe, i laterali a San Valentino e alla Madonna, ed era in pieno stile romanico.
La prima chiesa di Piana, seppur di modeste dimensioni, all'epoca della sua fondazione era sufficiente a soddisfare le esigenze della comunità, costituita allora da una cinquantina di famiglie. Fu solo dopo l'incremento demografico registrato intorno alla metà del Seicento, con un aumento della popolazione di Piana da trecento a cinquecentocinquanta abitanti, che la capienza della chiesa non apparve più adeguata.
Fu proprio per questo che il 30 agosto 1652 il curato don Giacomo Tessari chiese al vescovo l'autorizzazione per ampliare l'edificio. La facciata originale venne quindi abbattuta e la navata venne prolungata in avanti di circa 6,25 m.
Nonostante questi lavori di ampliamento, dopo neppure un secolo, la capienza della chiesa risultò nuovamente insufficiente. Nella seconda metà del Settecento infatti, la popolazione di Piana contava circa novecento anime. Fu per questo che il 6 ottobre del  1764 l'allora curato Virgilio Testolin chiese, ed ottenne, il permesso di procedere alla demolizione e ricostruzione dell'edificio al fine di soddisfare le necessità di una comunità che si stava via via allargando.
I lavori per la costruzione della chiesa di Piana nella sua versione attuale iniziarono quindi l'anno successivo, nel 1765, per concludersi verso la fine del 1780, non senza l'impegno e il contributo di tutta la collettività. Oggi la chiesa appare ben più ampia di com'era stata inizialmente eretta, misurando circa 30 metri in lunghezza e una quindicina in larghezza.
Al suo interno si possono ammirare un antico fonte battesimale, consacrato nel 1575, i tre altari antichi, due più recenti: uno del 1924 dedicato a Sant'Antonio da Padova e quello del 1938 dedicato all'Immacolata Concezione e la nuova statua in legno del maestro altoatesino Felix Kostner, raffigurante San Giuseppe con il bambin Gesù.

## Il Campanile della Chiesa
La costruzione del campanile della Chiesa di Piana ha seguito vicissitudini in parte diverse da quelle dell'edificio principale. L'attuale torre campanaria venne infatti eretta tra il 1745 e il 1756 ed esisteva quindi già prima dell'inizio degli ultimi lavori sulla chiesa, iniziati, come si è detto sopra, nel 1765. Il vecchio campanile, nonostante non siano rimaste molte fonti storiche al riguardo, si pensa fosse stato costruito contemporaneamente alla prima chiesa, quindi intorno al 1540-41. Alcuni elementi architettonici suggeriscono che tale struttura presentasse originariamente un basamento quadrato di 2,7 metri di lato, un'altezza di 15 metri e che ospitasse due campane.
Allo stato attuale, il campanile presenta una base a pianta quadrata di 4 metri per lato e un'altezza di 33 metri. Dispone di un concerto a cinque campane, mosse da dei motori elettrici comandati automaticamente da un orologio elettronico programmabile.